# Герб Нежина
Герб Нежина (укр. Герб Ніжина) — официальный геральдический символ города Нежин Черниговской области Украины, утвержденный решением сессии Нежинского городского совета от 14 октября 1992 года.

## Описание
В золотом поле Георгий Победоносец, повернутый влево, на черном коне с серебряной гривой, пробивает копьем змея зеленой краски; Св. Георгий в красном плаще и красных сапогах, конь в золотой сбруе.
Щит обрамленный декоративным картушем и увенчан серебряной городской короной с тремя башенками.

## История

### Эпоха Речи Посполитой и казацкая эпоха
1618 г. королем Сигизмундом III городу предоставлено магдебургское право. 26 марта 1625 году Нежин получил от польского короля Сигизмунда III герб&#x20 с изображением Георгия Победоносца на коне, который копьем поражает змея («Святой великомученикъ и Побѣдоносецъ Георгий на конѣ, в зброяхъ убранный, копиемъ змѣя поражающей»). П. П. фон Винклер приводит изображения печати Нежина, которая прилагается к свидетельству 1691. Но этот герб не был востребован российскими геральдистами. Для города составили новый герб.

С 1649 г. Нежин — полковой город, продолжает использовать герб со Святым Юрием. Интересным является утверждение О. Шафонского, Нежинский полк в начале XVIII века. имел совершенно иную символику: 
«вошел в бывшую полковую нежинскую канцелярию в употребление в нынешнем столетии (XVIII в.), по случаю бывших в Нежине из великоросиян нежинских полковников... Означенные полковники, желая себя вот Нежинского магистрата отличить, ввели оный из Нежинской комендантской канцелярии и в Нежинскую полковую козацкую канцелярию. Настоящий же герб Нежина был святый великомученик и победоносец Георгий...».

### Имперская эпоха

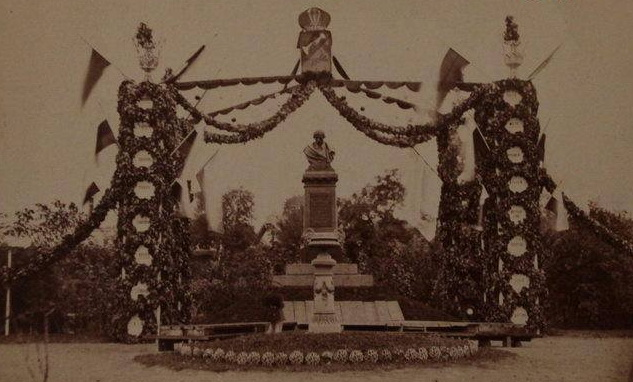
Открытие памятника Николаю Гоголю в Нежине, 4 сентября 1881 года. Нетрадиционное изображение городского герба

После ликвидации автономии Гетманщины полковой герб становится городским, поскольку царскому правительству было не по нраву сходство герба провинциального города с гербом столичной Москвы. Новый герб утвержден 4 июня 1782 г. В верхней части перетятого слева щита в красном поле — пожатие двух рук; в нижней — в лазурном поле золотой жезл Меркурия. Герб символизирует город как крупнейший торговый центр Левобережья.
Геральдическая реформа барона Кене 01.06.1865 повлекла появление в города нового проекта герба: в серебряном щите пожатие двух рук в красных рукавах; кайма щита синяя, обремененная восемью золотыми Византийскими монетами. В вольной части герб Черниговской губернии. Щит увенчан серебряной городской короной с тремя башнями и обрамлен двумя золотыми колосками, обвитыми Александровской лентой.

### Советская эпоха
В щите, розтятому красным и лазурным, раскрытая серебряная книга, на которой четверть золотой шестерни и золотой колос в столб. Золотая глава обременена черным названием города на украинском языке.

### Галерея

Герб города XVII-XVIII вв. (реконструкция)
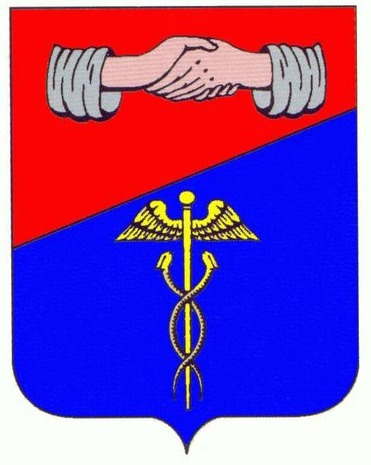
Герб города (1782-1920)
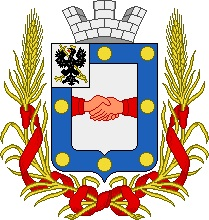
Герб города (проект Кене)
Герб города (советская эпоха)
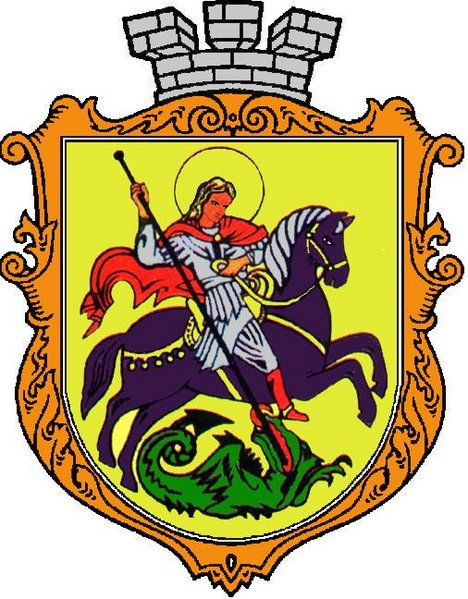
Герб города (от 1992)